# Sabaria likianga
Sabaria likianga là một loài bướm đêm trong họ Geometridae.